# Parayoldiella
Parayoldiella is een geslacht van tweekleppigen uit de  familie van de Nuculanidae.

## Soorten
De volgende soorten zijn bij het geslacht ingedeeld:
- Parayoldiella angulata Filatova & Schileyko, 1985
- Parayoldiella hadalis (Knudsen, 1970)
- Parayoldiella idsubonini (Filatova, 1971)
- Parayoldiella inflata Filatova & Schileyko, 1985
- Parayoldiella kermadecensis (Knudsen, 1970)
- Parayoldiella knudseni Filatova & Schileyko, 1985
- Parayoldiella mediana (Filatova & Schileyko, 1984)
- Parayoldiella ultraabyssalis (Filatova, 1971)